# Velezzo Lomellina
Velezzo Lomellina (Vles in dialetto lomellino) è un comune italiano di 85 abitanti della provincia di Pavia in Lombardia. Si trova nella Lomellina centrale, alla destra dell'Agogna. I nuclei abitati principali sono Velezzo, a pianta dispersa lungo la provinciale 14 e Campalestro, raccolto attorno ad una grande tenuta agricola a corte chiusa. Per il resto il comune è costituito dalle cascine Pieve, Claudia, Balossina, Terno e Malpaga.

## Storia
Il comune di Velezzo come oggi è costituito è originato dall'unione dei piccoli comuni di Velezzo, di cui, a parte la storia millenaria della sua Pieve, nulla si sa fino al XIX sec., Campalestro e Terno.
Gli storici lomellini ascrivono le origini di Terno all'epoca romana: il nome deriverebbe da ad Ternum Milium, ossia ad un miglio da Lomello. Nei documenti storici lo si trova nell'elenco delle terre dello stato di Milano del 1644 mentre nel 1707 il feudatario risulta il colonnello Federico Giussano di Milano. Il piccolo comune fu soppresso nel 1759 ed unito a Velezzo e alla sua Pieve. Ora rimane una bella cascina a corte chiusa del XVIII sec.
Nulla si conosce circa l’origine di Campalestro, le prime notizie storiche del 1452 ricordano che faceva parte della Squadra Lomellina e nel 1470 era infeudato ai Maletti. Nel 1525 passò ad Antonio Biglia di Milano, insieme a Gerola (frazione di Casei Gerola) e Mezzana Bigli; mentre nel 1707, quando tutta la Lomellina passò ai Savoia, erano feudatari i marchesi Ghislieri sempre di Milano. Fu comune autonomo fino al 1818, anno in cui fu unito a Velezzo e Terno.

### Simboli
Lo stemma, il gonfalone e la bandiera comunale sono stati concessi con decreto del presidente della Repubblica del 6 aprile 2007.
Il gonfalone è un drappo di verde.

La bandiera è un drappo di giallo con la bordatura di azzurro, caricato dello stemma comunale.

## Monumenti e luoghi d'interesse

### Pieve di Velezzo
La Pieve di Velezzo è un insieme di cascinali bassi, intorno alla Chiesa ed al suo battistero. Il luogo è deserto e le antiche costruzioni sembrano perdersi nell'immensità della campagna tra i filari dei pioppi e il cielo. Eppure è uno dei luoghi più antichi della Lomellina, e, secondo alcuni storici, forse il primo centro cristiano di questa terra, situato al di fuori dell'abitato di Lomello, allora maggiore città della zona, ed a poca distanza dalla strada per le Gallie.
L’origine della costruzione si perde nella notte dei tempi: l’edificio attuale, che secondo attenti studi dovrebbe risalire alla fine del secolo IX o inizi del successivo, fu eretto su fondamenta più antiche, forse della decadenza dell’Impero (V sec.). Le prime notizie storiche risalgono al 1259 quando la pieve aveva perso ormai la sua autonomia e dipendeva dalla chiesa di Lomello: per questo era detta Santa Maria Minore. Seguono memorie del 1323 e del 1460 quando il vicario del vescovo di Pavia giunse in visita pastorale a Velezzo: la chiesa era ormai ridotta a un rudere mentre il battistero era in condizioni migliori, anche se all’interno vi era solo di un altare disadorno. Dopo altri solleciti (1561 e 1565), nel 1576 iniziarono dei lavori di restauro; nel XVIII sec. la chiesa fu prolungata e fu costruita la sacrestia, mentre alla fine del XIX sec. fu aggiunta la cappella del Rosario.
Nel 1966 un articolo di Mario Soldati sulla Lomellina romanica e preromanica contribuì alla riscoperta della Pieve di Velezzo che sarebbe culminata nel 1983 con i restauri a cura della sovrintendenza ai monumenti della Lombardia che hanno dato al complesso l’aspetto attuale.
La pieve è dedicata alla Natività di Maria,  la chiesa attuale, accanto ai numerosi rifacimenti, conserva notevoli tracce dell'originaria architettura romanica, fra cui l'abside, il campanile e gli elementi decorativi del fianco verso il cortiletto. La facciata presenta una porta di ingresso che mostra le tracce di un dipinto raffigurante la Natività di Maria, mentre ai lati delle alte lesene rettangolari sorreggono un architrave sormontato da una croce. L'interno è ad una sola navata con volta a botte affrescata e riceve luce da quattro finestre semicircolari che si aprono sulle pareti laterali. Nell’emiciclo absidale vi sono le tracce di un affresco rinvenuto durante i restauri, mentre i dipinti più recenti raffigurano Cristo risorto con tralci di vite e spighe di grano. Nella parete meridionale si apre una piccola abside aggiunta nell'Ottocento.

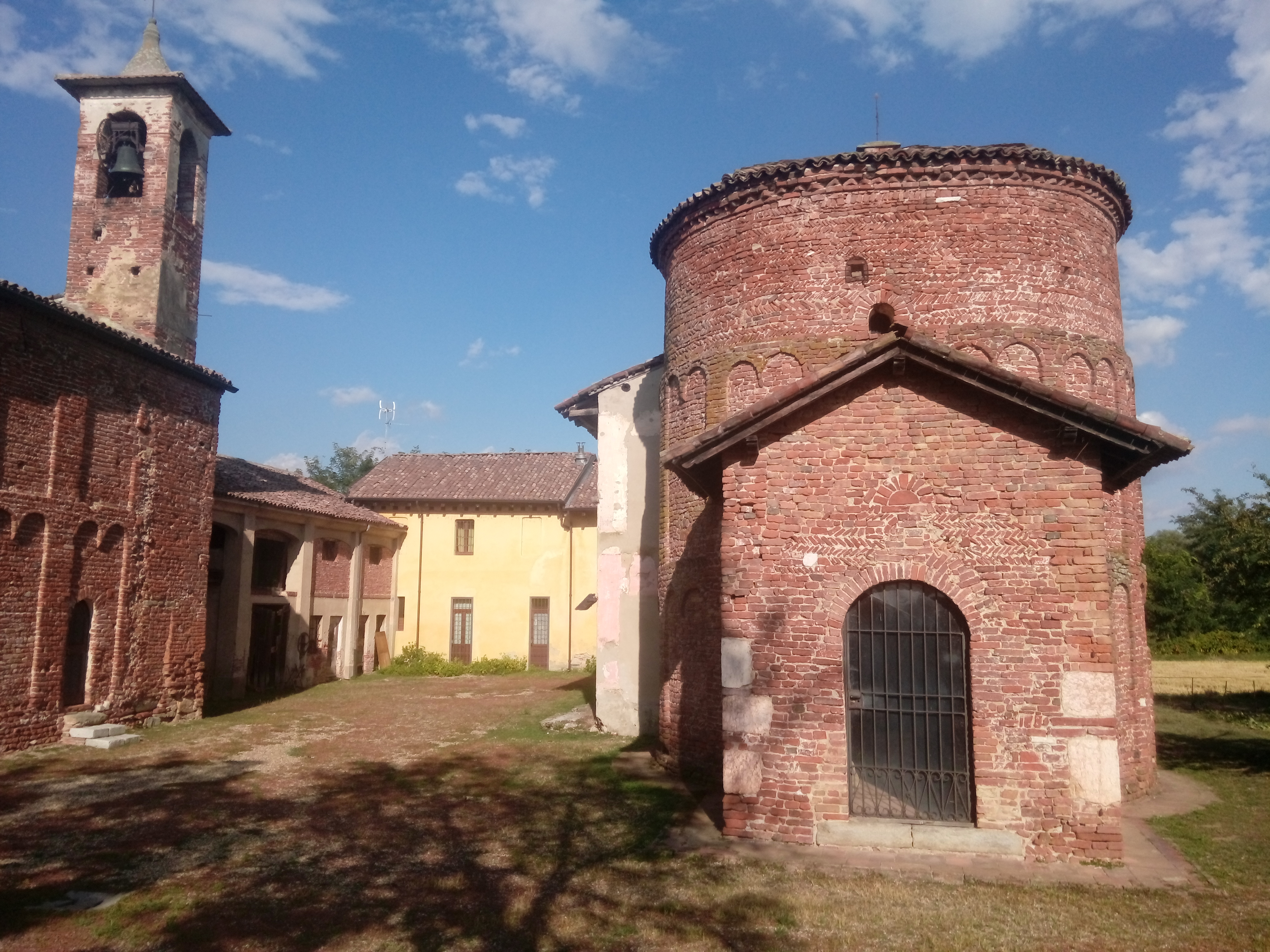
Battistero di Velezzo

Molto più antico è sicuramente il battistero (sec XI) che, grazie ai restauri, rivive oggi dopo le offese subite nel passato quando fu usato come camera da letto e cantina della canonica. È una costruzione singolare sia per la sua pianta circolare, con una piccola abside ed un protiro rettangolare, sia per i motivi decorativi con due ordini di archetti pensili e lesene sia per la caratteristica struttura della muratura con corsi di mattoni a spina di pesce e materiali romani di recupero.
All'interno si accede da una piccola porta ad arco che conduce nel vestibolo con volta a botte intonacata; la piccola sala circolare è coperta invece da una singolare cupola a calotta unica ed è illuminata da tre monofore basse che si aprono ai lati. Ad oriente vi è l'abside ad arco, con ai lati i resti di due affreschi di cui si identifica solo una Crocefissione.

### Santuario della Madonna dal Soc
Posto sulla sponda destra del fiume Agogna, sorge tra le campagne di Velezzo e Lomello, nei pressi della cascina Balossina ed è dedicato alla Madonna dal Soc (ceppoin dialetto lomellino).

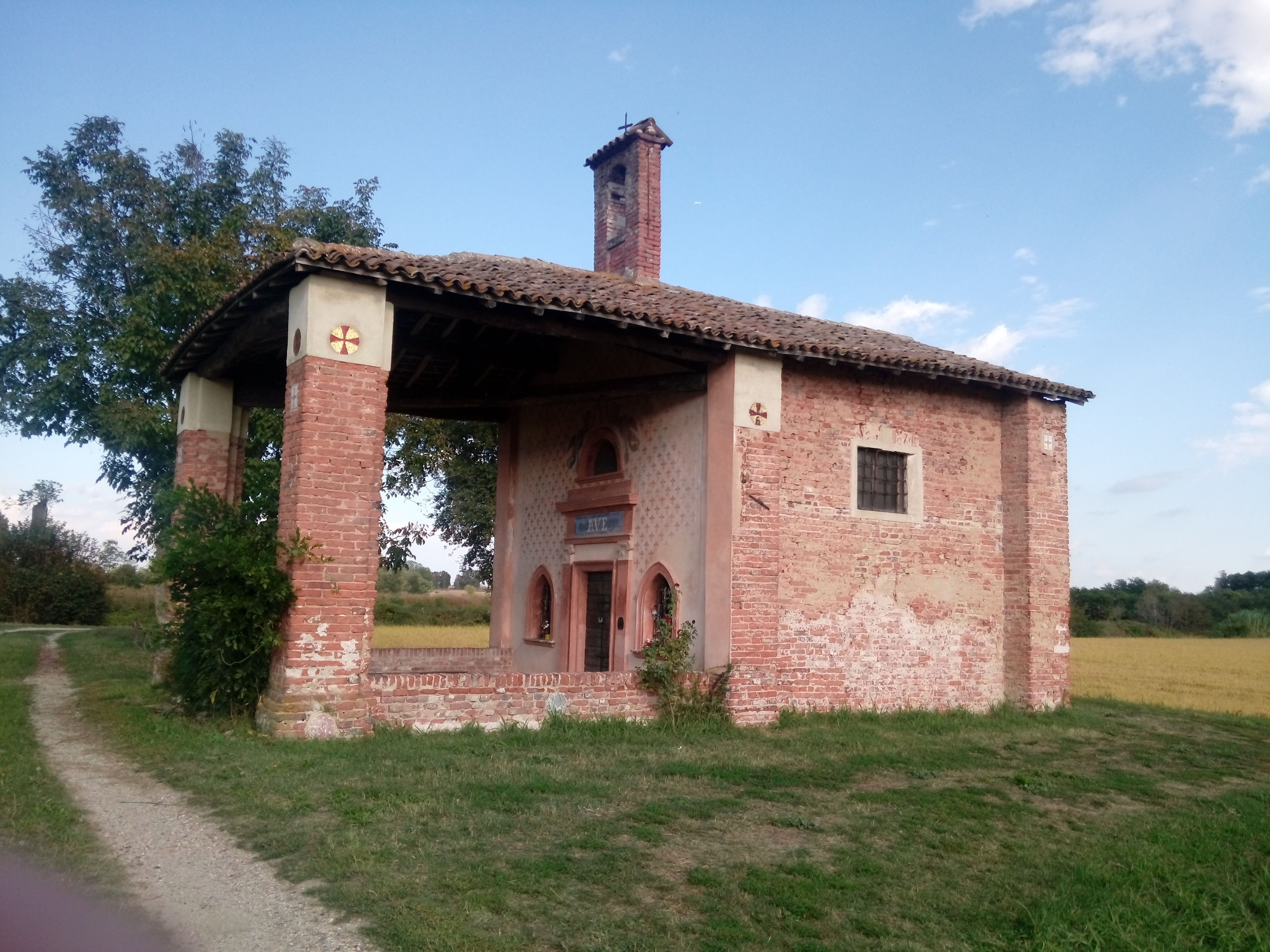
Santuario della Madonna dal Soc

La leggenda narra che una ragazzina sordomuta, vide apparire la Madonna su un tronco galleggiante in mezzo all’Agogna; nel tentativo di recuperarlo cade in acqua, fu miracolosamente salvata, e, tornata a casa, raccontò l’accaduto fra lo stupore generale. Il tronco fu recuperato e portato in chiesa a Velezzo (o Lomello?) ma il giorno dopo fu ritrovato nel luogo del miracolo. Si decise allora di costruire il santuario…
Fondato probabilmente nella prima metà del XIII sec., l'edificio si presenta oggi col suo rustico mattonato murario e con la maestosità dell'avanportico. Questa caratteristica costruttiva e la distanza del centro abitato fa pensare anche ad un luogo di sosta o ad un lazzaretto, pertanto la costruzione attuale potrebbe risalire ai secoli delle grandi epidemie (XVI e XVII sec.).
All’interno è conservato un bell’affresco della Vergine e numerosi ex voto, testimoni della centenaria devozione popolare.

## Società

### Evoluzione demografica
Abitanti censiti

## Amministrazione
| Sindaco |

Il gonfalone comunale

| Raffaele Marco Marini Data Elezione: 25/05/2014 (nomina: 26/05/2014) Partito: Lista Civica: Libertà Democrazia Ordine |
| Vicesindaco |
| Eleonora Mazzetto Data Elezione: 25/05/2014 (nomina: 04/06/2014)                                                      |
| Assessori |
| Luigi Pasqualetto Data Elezione: 25/05/2014 (nomina: 04/06/2014)                                                      |